# Grand Prix Niemiec 1972
Grand Prix Niemiec 1972 (oryg. Großer Preis von Deutschland) – 8. runda Mistrzostw Świata Formuły 1 w sezonie 1972, która odbyła się 30 lipca 1972, po raz 18. na torze Nürburgring.
34. Grand Prix Niemiec, 20. zaliczane do Mistrzostw Świata Formuły 1.

## Klasyfikacja
| Legenda oznaczeń w tabelach wyników Wyświetl szablon na nowej stronie | Legenda oznaczeń w tabelach wyników Wyświetl szablon na nowej stronie                                                                     |
| Oznaczenie                                                            | Wyjaśnienie |
| --------------------------------------------------------------------- | --- |
| Złoty                                                                 | Zwycięzca lub mistrzostwo |
| Srebrny                                                               | 2. miejsce lub wicemistrzostwo |
| Brązowy                                                               | 3. miejsce lub II wicemistrzostwo |
| Zielony                                                               | Ukończył, punktował (w klasyfikacji generalnej, gdy zdobył co najmniej jeden punkt na przestrzeni sezonu, poza trzema powyższymi opcjami) |
| Niebieski                                                             | Ukończył, nie punktował (w klasyfikacji generalnej, gdy nie zdobył co najmniej jednego punktu na przestrzeni sezonu)                      |
| Czerwony                                                              | Nie zakwalifikował się (NZ) |
| Czerwony                                                              | Nie prekwalifikował się (NPK) |
| Różowy                                                                | Nie ukończył (NU) |
| Różowy                                                                | Niesklasyfikowany (NS) (w klasyfikacji generalnej, gdy nie został sklasyfikowany w żadnym wyścigu sezonu)                                 |
| Czarny                                                                | Zdyskwalifikowany (DK) |
| Czarny                                                                | Wykluczony (WYK/EX) |
| Biały                                                                 | Nie wystartował (NW) |
| Biały                                                                 | Kontuzjowany (K/INJ) |
| Biały                                                                 | Wyścig odwołany (OD/C) |
| Bez koloru                                                            | Został wycofany (WYC/WD) |
| Bez koloru                                                            | Nie przybył (NP/DNA) |
| Bez koloru                                                            | Nie brał udziału w treningach (NT/DNP) |
| Bez koloru                                                            | Nie został zgłoszony (–) |
| Pogrubienie                                                           | Start z pole position |
| Kursywa                                                               | Najszybsze okrążenie wyścigu |
| †                                                                     | Nie ukończył, ale jego rezultat został zaliczony ze względu na przejechanie więcej niż 90% dystansu wyścigu.                              |
| *                                                                     | Sezon w trakcie |
| 1/2/3                                                                 | Punktowana pozycja w sprincie kwalifikacyjnym                                                                                             |
| Lista systemów punktacji Formuły 1                                    | |

| Poz. | Nr | Kierowca             | Konstruktor  | Okrążeń | Czas/powód NU      | Poz. start. | Punktów |
| ---- | -- | -------------------- | ------------ | ------- | ------------------ | ----------- | ------- |
| 1    | 4  | Jacky Ickx           | Ferrari      | 14      | 1:42:12.3          | 1           | 9       |
| 2    | 9  | Clay Regazzoni       | Ferrari      | 14      | 48.3               | 7           | 6       |
| 3    | 10 | Ronnie Peterson      | March-Ford   | 14      | + 1:06.7           | 4           | 4       |
| 4    | 17 | Howden Ganley        | BRM          | 14      | + 2:20.2           | 18          | 3       |
| 5    | 5  | Brian Redman         | McLaren-Ford | 14      | + 2:35.7           | 19          | 2       |
| 6    | 11 | Graham Hill          | Brabham-Ford | 14      | + 2:59.6           | 15          | 1       |
| 7    | 26 | Wilson Fittipaldi    | Brabham-Ford | 14      | + 3:00.1           | 21          |         |
| 8    | 28 | Mike Beuttler        | March-Ford   | 14      | + 5:10.7           | 27          |         |
| 9    | 6  | Jean-Pierre Beltoise | BRM          | 14      | + 5:20.2           | 13          |         |
| 10   | 7  | François Cevert      | Tyrrell-Ford | 14      | + 5:43.7           | 5           |         |
| 11   | 1  | Jackie Stewart       | Tyrrell-Ford | 13      | Kolizja            | 2           |         |
| 12   | 19 | Arturo Merzario      | Ferrari      | 13      | + 1 okrążenie      | 22          |         |
| 13   | 16 | Andrea de Adamich    | Surtees-Ford | 13      | + 1 okrążenie      | 20          |         |
| 14   | 15 | Tim Schenken         | Surtees-Ford | 13      | + 1 okrążenie      | 12          |         |
| 15   | 8  | Chris Amon           | Matra        | 13      | + 1 okrążenie      | 8           |         |
| NS   | 21 | Carlos Pace          | March-Ford   | 11      | Nie sklasyfikowany | 11          |         |
| NU   | 2  | Emerson Fittipaldi   | Lotus-Ford   | 10      | Skrz. biegów       | 3           |         |
| NU   | 20 | Henri Pescarolo      | March-Ford   | 10      | Wypadek            | 9           |         |
| NU   | 3  | Denny Hulme          | McLaren-Ford | 8       | Silnik             | 10          |         |
| NU   | 14 | Mike Hailwood        | Surtees-Ford | 8       | Zawieszenie        | 16          |         |
| NU   | 12 | Carlos Reutemann     | Brabham-Ford | 6       | Mech. różnicowy    | 6           |         |
| NU   | 22 | Rolf Stommelen       | March-Ford   | 6       | Elektronika        | 14          |         |
| NU   | 25 | Dave Walker          | Lotus-Ford   | 6       | Wyciek oleju       | 23          |         |
| NU   | 23 | Niki Lauda           | March-Ford   | 4       | Wyciek oleju       | 24          |         |
| NU   | 27 | Derek Bell           | Tecno        | 4       | Silnik             | 25          |         |
| NU   | 29 | Dave Charlton        | Lotus-Ford   | 4       |                    | 26          |         |
| NU   | 18 | Reine Wisell         | BRM          | 3       | Silnik             | 17          |         |